# Campo di concentramento di Avezzano
Il campo di concentramento di Avezzano fu allestito dal governo Salandra nell'omonima città abruzzese durante il 1916 nel corso della prima guerra mondiale, pochi mesi dopo il terremoto della Marsica del 1915, che la distrusse quasi completamente decimando la popolazione. Il campo di prigionia fu riservato a circa 15 000 prigionieri dell'esercito dell'austro-ungarico, principalmente di nazionalità ceca, slovacca, polacca, tedesca e ungherese; i rumeni, che verso la fine del conflitto furono radunati nella Legione Romena d'Italia, ebbero una guarnigione e un campo di addestramento ad Avezzano. Dismesso per buona parte nel 1920, un settore venne riutilizzato nella seconda guerra mondiale dal Regio Esercito Italiano e successivamente dalla Germania nazista per recludere i prigionieri di guerra indiani, pakistani, inglesi, neozelandesi, i profughi ebrei e gli oppositori del nazifascismo.

## Prima guerra mondiale

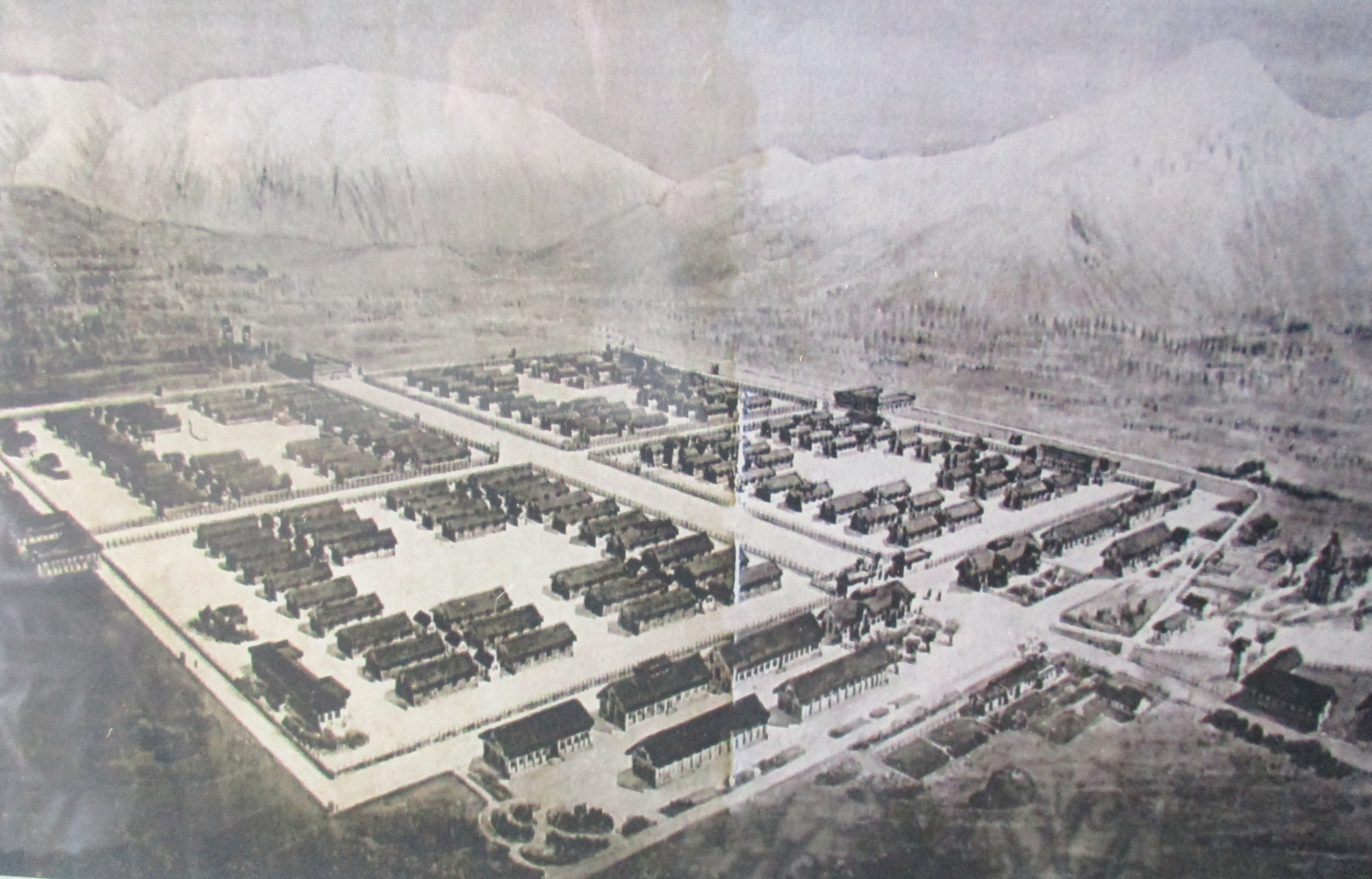
Disegno a china che riproduce il campo con una prospettiva a volo d'uccello (autore ignoto, 1920)

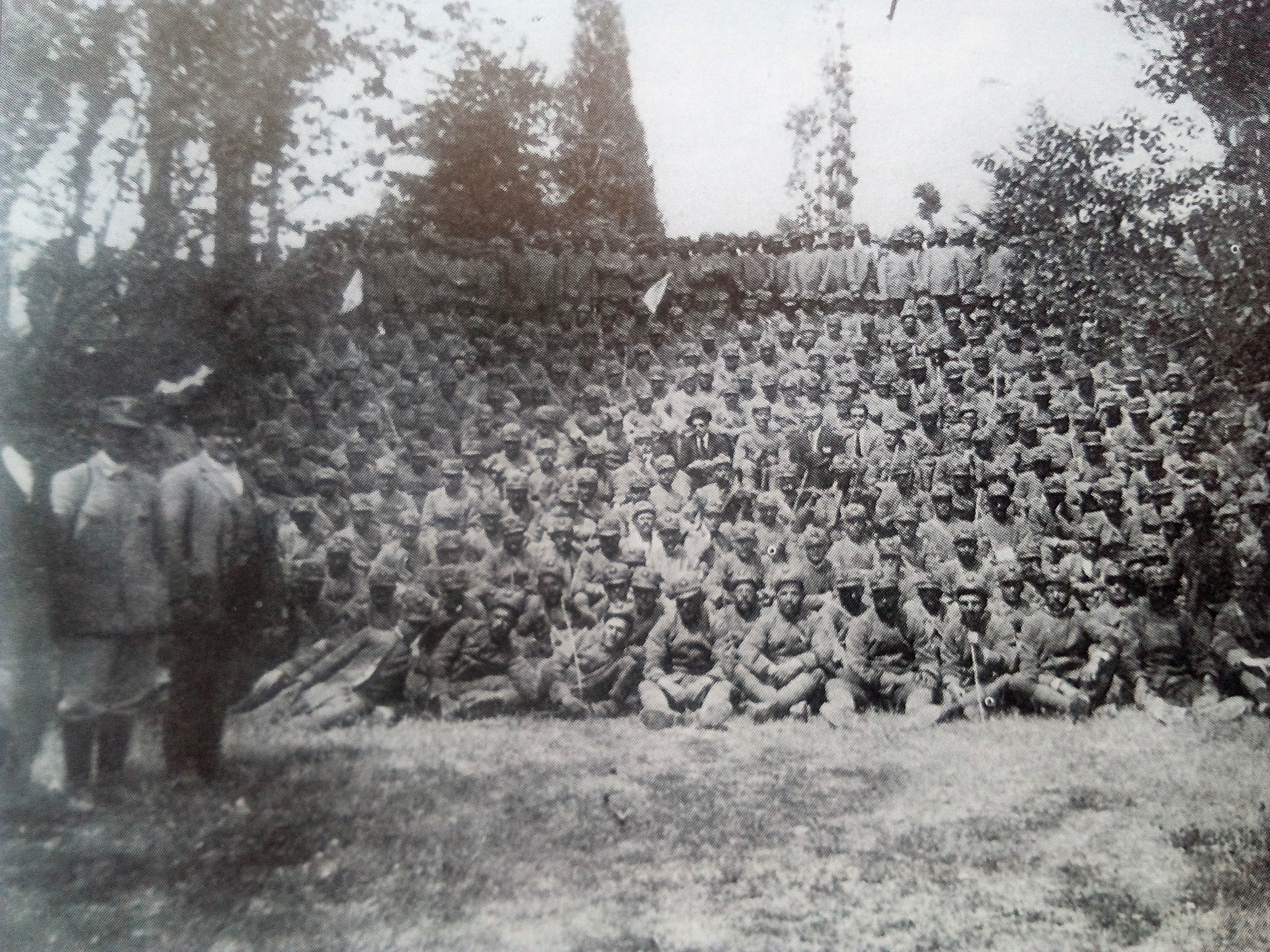
Legionari rumeni in visita all'Incile del Fucino (luglio 1918)

Pochi mesi prima dell'entrata ufficiale del Regno d'Italia nella prima guerra mondiale, il terremoto del 1915 distrusse quasi completamente la città di Avezzano, radendo al suolo altresì molti centri della Marsica e delle province limitrofe. A causa del sisma, la città fece registrare una perdita di popolazione del 90% circa. Nonostante tutto, i pochi giovani superstiti e appartenenti alle classi d'età degli ultimi anni dell'Ottocento non furono esonerati dal servizio militare e vennero chiamati al reclutamento nell'esercito in guerra e alla mobilitazione verso il Carso. In breve tempo i giovani superstiti del sisma dovettero abbandonare le aree disastrate, lasciando un vero e proprio vuoto generazionale.
Per favorire la ricostruzione della città, nella seconda metà del 1916 il governo Salandra decise di installare il campo di concentramento per prigionieri di guerra austro-ungarici più grande del centro Italia. Capace di ospitare circa 15.000 internati e 1.000 tra ufficiali e soldati del Regio Esercito addetti alla sorveglianza, il campo fu anche superiore per estensione ai campi d'internamento abruzzesi e al campo di prigionia di Servigliano. Ufficialmente codificato PG091, fu allocato in un'area a nord della città, in un terreno di circa 33 ettari, in cui vennero edificati 192 padiglioni in muratura e in legno, destinati al ricovero dei prigionieri e ai servizi logistici.
Oltre all'ufficio-magazzino del genio militare, realizzato presso il villino Cimarosa, vennero portate a termine diverse opere di urbanizzazione e logistica del campo: la casa-comando militare, l'ospedaletto, la vivanderia, gli spacci, l'edificio del corpo di guardia, la viabilità interna, l'impianto idrico, collegato attraverso dodici chilometri di tubature ai serbatoi delle Tre Conche, la rete fognante pari a circa otto chilometri, il sistema di rete elettrica.

### Le opere dei prigionieri

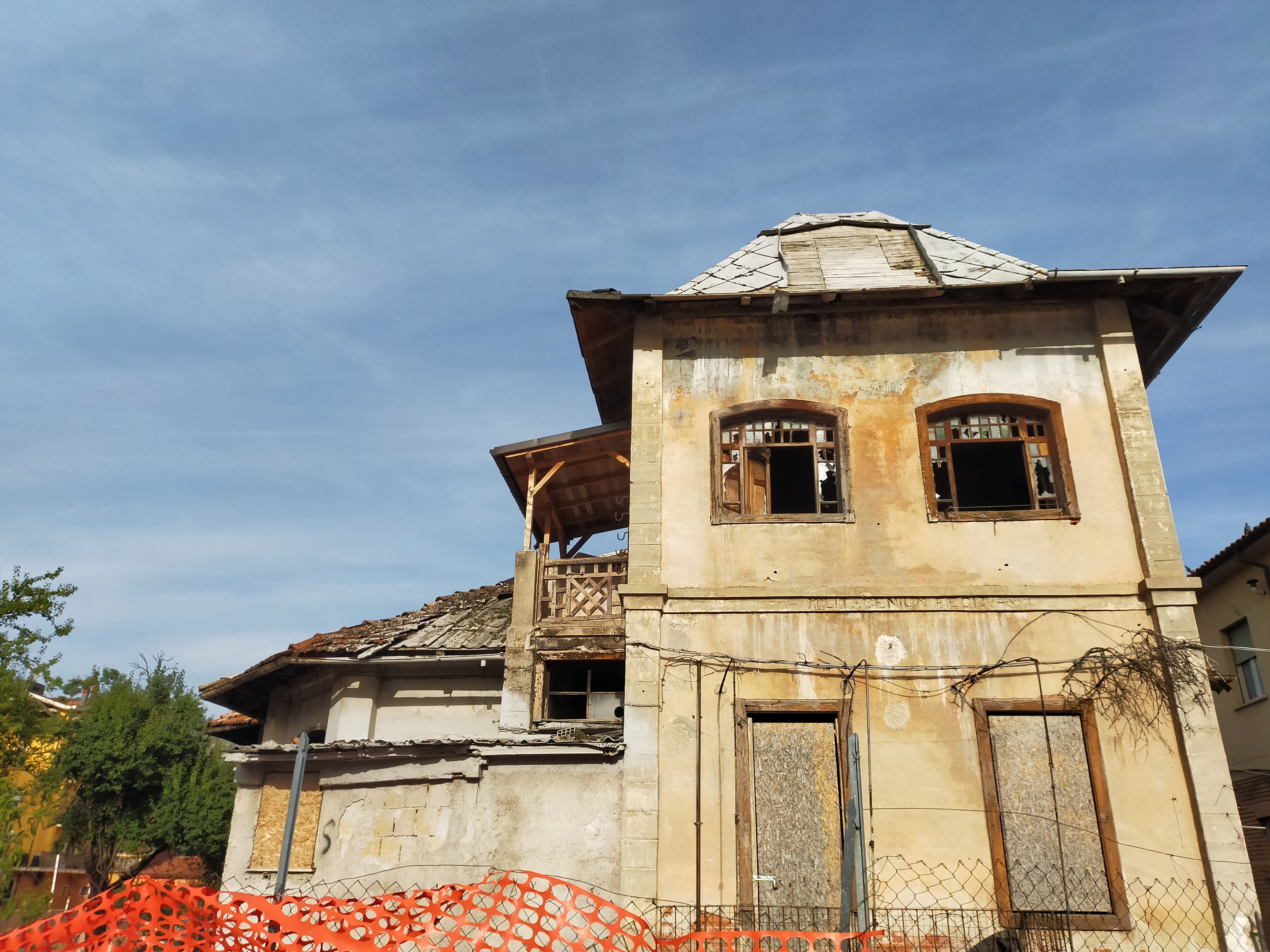
Villino Cimarosa, già sede degli uffici del genio militare

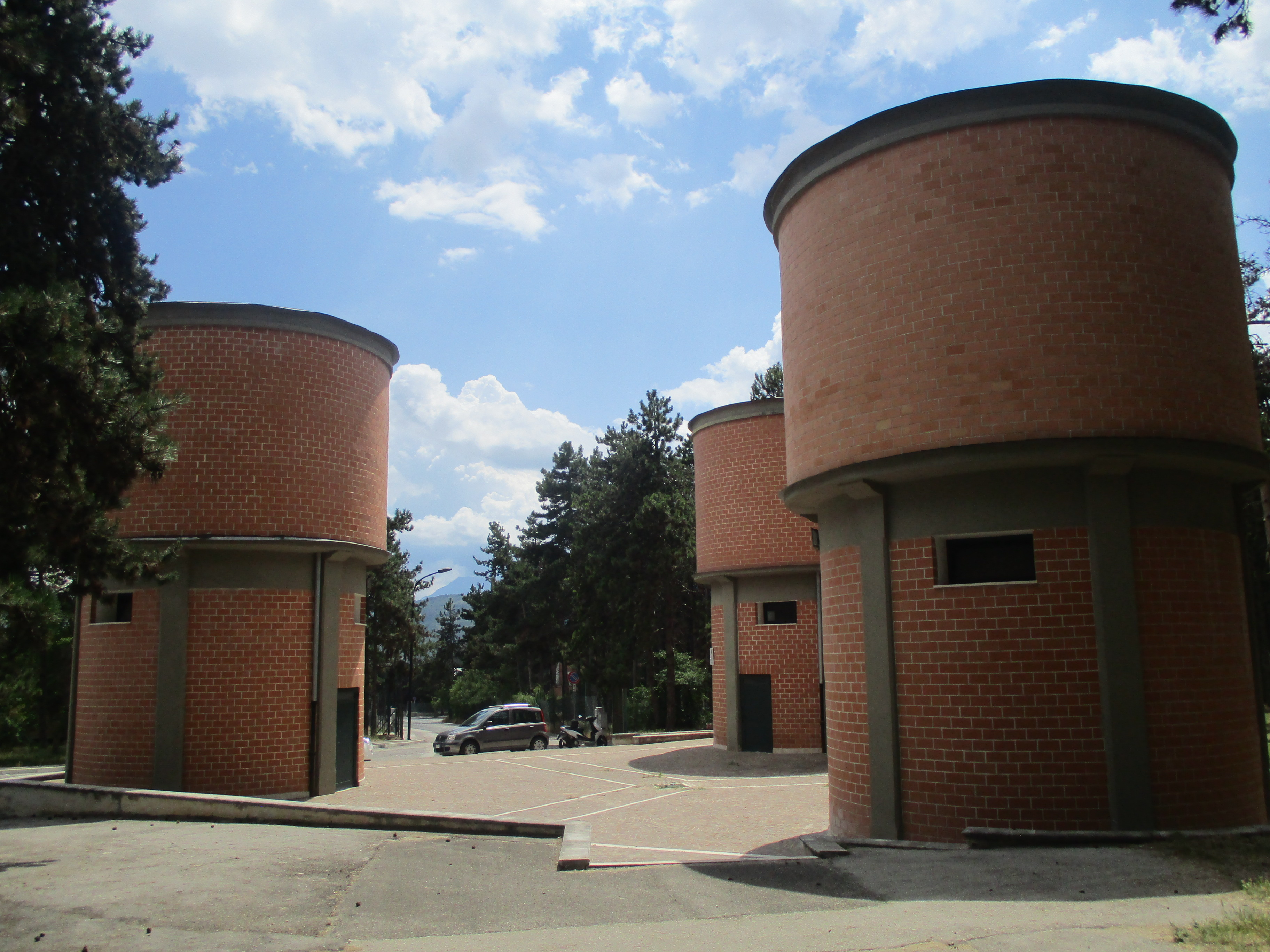
Le tre Conche

I prigionieri del campo di concentramento di Avezzano furono impegnati, nel rispetto delle direttive internazionali stabilite dalla vigente convenzione di Ginevra, in numerose opere, come la rimozione delle macerie del terremoto del 1915 e la ricostruzione in concorso della nuova città attraverso la realizzazione di edifici pubblici e strade, ma anche nella bonifica di fiumi e torrenti come il Ràfia, l'Imele e il Salto, nell'imboschimento del monte Salviano con la realizzazione del cosiddetto "bosco dell'impero" e di altre aree montane della Marsica, come il versante occidentale del monte Tino a Celano, e nella manutenzione straordinaria del cimitero comunale. Non mancarono le richieste da parte dei comuni per effettuare i lavori agricoli nei campi rimasti incolti del Fucino o dei centri montani del circondario e della provincia in occasione delle calamità naturali, come le fitte nevicate invernali.

### Il cimitero di Chiusa Resta

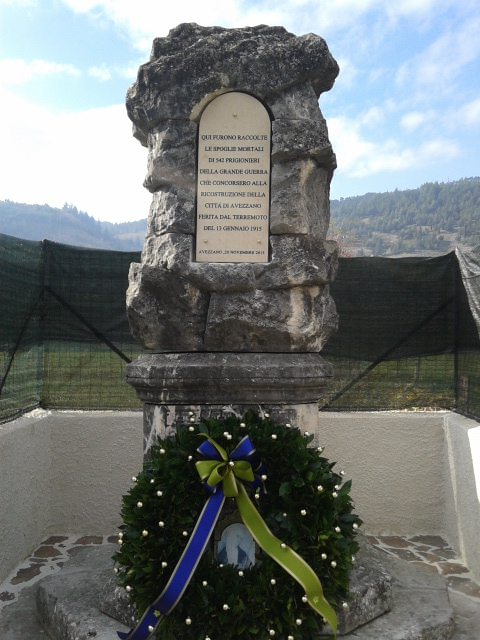
Monumento all'ex cimitero di Chiusa Resta

Il cimitero venne realizzato in una posizione distante rispetto al campo di prigionia, in località Chiusa Resta, un'area già adibita ai servizi cimiteriali dal 1656, anno della grande peste. Il luogo di sepoltura era stato chiuso nel 1881 in seguito alla realizzazione, lungo la strada per Luco dei Marsi accanto al convento di Santa Maria in Vico, del cimitero comunale a inumazione. Il camposanto di Santa Maria in Vico era più sicuro dal punto di vista sanitario e più adeguato alle nuove esigenze della città, in fase di crescita demografica e socioeconomica dopo l'avvenuto prosciugamento del Fucino. Gli ufficiali deceduti vennero inumati in un'area prossima al cimitero di Santa Maria in Vico, mentre le salme degli 850 internati boemi, cechi, slovacchi, croati, polacchi, serbi, tedeschi, ungheresi e i rumeni, provenienti da Banato, Bucovina e Transilvania, morti soprattutto a causa dell'influenza spagnola tra il 1917 e il 1919, vennero sotterrati presso il camposanto di Chiusa Resta, riallestito per tale necessità.
All'inizio degli anni venti l'insegnante e artista Luigi Bartolini realizzò un'incisione raffigurante il cimitero dei prigionieri di guerra, opera esposta alla National Gallery of Art di Washington.
Quasi tutte le salme, circa 770, furono riesumate dai due camposanti tra il 1969 e il 1991 per essere trasferite nel sacrario militare di Asiago. Lo smantellamento del primo cimitero comunale di Chiusa Resta avvenne ufficialmente a cominciare dal 1991. Nel 2007 si è proceduto alla riesumazione delle ultime spoglie che sono state restituite alle autorità estere.

### Soppressione del campo
Alla fine della grande guerra, i prigionieri dovettero attendere diversi mesi per il rimpatrio, a causa delle controversie territoriali tra i nuovi Stati sorti dopo il conflitto nell'Europa centro-orientale. Il 23 settembre 1920 l'onorevole Camillo Corradini ottenne la cessione gratuita di diversi edifici, tra cui il villino Cimarosa, in favore del comune di Avezzano. Baracche e padiglioni furono ceduti anche al genio civile e alle Ferrovie dello Stato, mentre gran parte dei terreni occupati furono restituiti ai proprietari.

## Seconda guerra mondiale

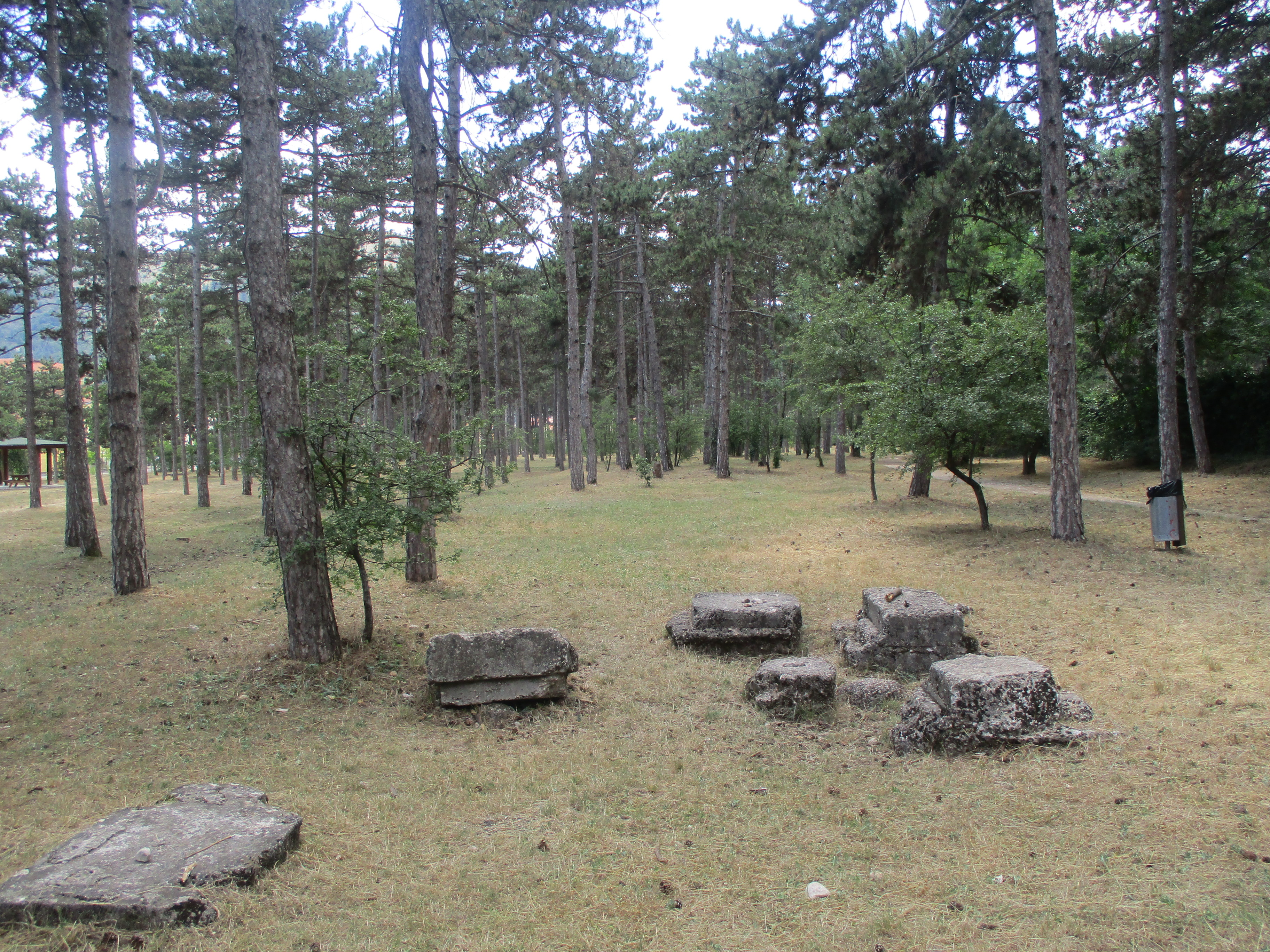
Alcuni resti del campo di concentramento

Con l'inizio della seconda guerra mondiale, un settore del campo di concentramento venne ripristinato per rinchiudervi i prigionieri delle forze alleate schieratesi contro le potenze dell'Asse. Posto sotto il controllo del Regio Esercito Italiano, il campo arrivò ad ospitare circa quattromila prigionieri di guerra perlopiù indiani e pakistani, ma anche inglesi, e neozelandesi, oltre ad alcuni antifascisti italiani come il sindacalista Vito Nicoletti che, nell'ottobre del 1942, partecipò ad azioni di rivolta all'interno della struttura.
Una parte dei prigionieri, inizialmente, furono attendati nella pineta che venne realizzata in località Tre Conche durante il periodo fascista con lo scopo primario di proteggere la città dai gelidi venti invernali provenienti dal massiccio del Velino. Questi prigionieri furono impiegati in diversi altri lavori di pubblica utilità.
Avezzano fu anche allo stesso tempo, tra il 1940 e il 1943, uno dei comuni dell'Abruzzo ad essere designato dalle autorità fasciste come luogo di internamento civile per profughi ebrei stranieri presenti in Italia. Tali internati furono 25 (in prevalenza donne); fu uno dei gruppi più numerosi nella provincia dell'Aquila. Trattandosi di civili (in prevalenza di donne), non erano ospitati all'interno del campo o in un settore speciale del campo ma furono collocati a internamento libero in civili abitazioni nell'abitato di Avezzano. 
Dopo l'armistizio di Cassibile dell'8 settembre 1943, l'occupazione tedesca rese la situazione drammatica.
Il generale tedesco Albert Kesselring fece stabilire il quartier generale composto da oltre 200 ufficiali e circa 1.000 soldati nei pressi del castello di Albe. Reparti tedeschi presero controllo del campo di concentramento che continuò ad accogliere prigionieri di guerra degli eserciti alleati. La città di Avezzano, divenuta un luogo di transito al servizio delle truppe naziste impegnate lungo la linea Gustav, con il villino Cimarosa che fu un punto di riferimento delle SS già dal 1942, subì pesanti bombardamenti da parte degli Alleati che causarono numerose vittime civili e danni pari a circa il 70% del patrimonio architettonico ricostituito a pochi anni dal sisma del 1915.
Approfittando delle fasi concitate che precedettero l'arrivo dei tedeschi e dei continui allarmi per gli attacchi aerei, molti prigionieri fuggirono dal campo di concentramento, riuscendo a trovare riparo nei centri montani della Marsica o nei rifugi delle aree più impervie dell'Appennino abruzzese. Anche gli internati ebrei, ora in pericolo di deportazione, si dettero alla fuga. Tre di loro furono arrestati ad Avezzano il 20 gennaio 1944 e condotti alla morte al campo di concentramento di Auschwitz; tutti gli altri riuscirono a sfuggire alla cattura, fino alla Liberazione. 

### Chiusura e dismissione del campo
La chiusura avvenne, come riportò il medico del campo e patriota Giuseppe Boccaletti, il 4 ottobre 1943.
La definitiva dismissione, gravemente compromesso in seguito ai bombardamenti alleati, fu avviata nel secondo dopoguerra. Gran parte delle baracche furono abbattute o sostituite da edifici moderni, compresa quella utilizzata come chiesa. Pochi ruderi e le fondamenta di alcuni padiglioni in muratura sono presenti all'interno della pineta. Il residuo della cabina elettrica della società Roveto Electrical si trova tra via Don Minzoni e via Fosse Ardeatine, nel moderno quartiere di Borgo Pineta. I serbatoi delle Tre Conche, restaurati più volte, si trovano all'accesso nord della pineta, mentre il villino Cimarosa è posto lateralmente alla chiesa della Madonna del Passo in via Domenico Cimarosa.